# Oxycheilinus mentalis
El lábrido mental (Oxycheilinus mentalis) es una especie de peces de la familia de los lábridos.

## Morfología
La longitud máxima descrita es de 20 cm.

## Distribución y hábitat
Es un pez marino asociado a arrecifes tropicales, solitario, que vive en un rango de profundidad entre 1 y 20 metros. Se distribuye por el oeste del océano Índico en el Mar Rojo y el golfo de Adén.